# Aplonis
Aplonis es un género de aves paseriformes de la familia Sturnidae nativas del sudeste asiático y Oceanía.

## Especies
El género contiene 24 especies vivas o extintas en época moderna, y además se conoce una especie prehistórica:
- Aplonis atrifusca – estornino de Samoa;
- Aplonis brunneicapillus – estornino ojiblanco;
- Aplonis cantoroides – estornino cantor;
- Aplonis cinerascens – estornino de Rarotonga;
- Aplonis corvina – estornino de Kosrae (extinto a mediados del siglo XIX);
- Aplonis crassa – estornino de las Tanimbar;
- Aplonis dichroa – estornino de San Cristóbal;
- Aplonis feadensis – estornino de los atolones;
- Aplonis fusca – estornino de Norfolk (extinto aprox. 1923);
- Aplonis grandis – estornino de las Salomón;
- Aplonis insularis – estornino de la Rennell;
- Aplonis magna – estornino de la Biak;
- Aplonis mavornata – estornino de Mauke (extinto a mediados del siglo XIX);
- Aplonis metallica – estornino lustroso;
- Aplonis minor – estornino colicorto;
- Aplonis mysolensis – estornino moluqueño;
- Aplonis mystacea – estornino ojigualdo;
- Aplonis opaca – estornino de Micronesia;
- Aplonis panayensis – estornino bronceado;
- Aplonis pelzelni – estornino de Ponapé (posiblemente extinto);
- Aplonis santovestris – estornino de Espíritu Santo;
- Aplonis striata – estornino de Nueva Caledonia;
- Aplonis tabuensis – estornino de Polinesia;
- Aplonis zelandica – estornino de Melanesia;
- Aplonis diluvialis - estornino de Huahine (prehistórico).